# Мохраблур
Мохраблур (Мохра Блур, англ. Mokhra-Blur settlement) —  поселение раннего бронзового века, расположенное в 4 км к югу от Эчмиадзина Армении.                 

## Исследование
На сегодняшний день анализ фаунистических свидетельств с уровней ранней бронзы в Сос-Хуюке, Шенгавите и Мохра-Блур убедительно свидетельствует о том, что это были преимущественно оседлые агро-скотоводческие общины, в которых жители придерживались схожих стратегий диверсификации пропитания в рамках общей системы избегания риска. Останки костей животных с этих трех участков подчеркивают роль консервативных стратегий управления и широкомасштабной эксплуатации ресурсов как способов снижения риска в управлении хозяйства пропитания раннего бронзового века Закавказья.
Анализ фауны Шенгавита и Мохра Блур финансировался грантом Fulbright IIE to Armenia (2004-2005).